# Рейган, Морин
Морин Элизабет Рейган (англ. Maureen Elizabeth Reagan; 4 января 1941, Лос-Анджелес, Калифорния, США — 8 августа 2001, Калифорния, США) — американская политическая активистка и старшая дочь 40-го президента США Рональда Рейгана и его первой жены Джейн Уайман.

## Биография
Морин родилась 4 января 1941 года в Лос-Анджелесе. У неё также была родная младшая сестра Кристина которая умерла вскоре после рождения. Её родители развелись когда её было семь лет.
В Лос-Анджелесе она провела своё детство. Сначала она училась в школе Эмерсон, но год спустя пошла в школу Мэримаунт, которую окончила в 1958 году. После этого она поступила в университет Мэримаунт, в Вирджинии.
Некоторое время работала в компании Walker & Dunlop. В том же году участвовала в конкурсе «Мисс Вашингтон».
Она вступила в республиканскую партию США, раньше её отца. В 1982 году она баллотировалась Сенат от республиканцев. Отец не поддержал её выдвижение, а дядя поддержал её оппонента. Второй раз он подала заявку в 1992 году, однако и в этот раз не удалось победить.
В 1987 году она стала сопредседателем Национального комитета Республиканской партии.
В 1989 году она опубликовала книгу «Первый отец, первая дочь: мемуары». В книге она рассказала о боли развода своих родителей и своем одиноком детстве, а также отметила серьезные недостатки в отношениях отца и дочери. Также она написала, что никогда не рассказывала отцу о жестокости своего первого брака, который она подробно описала в книге.
После того, как в 1994 году у её отца диагностировали болезнь Альцгеймера, она стала представителем Организации по борьбе с Альцгеймером от его имени.

## Личная жизнь
В 1961 году Морин вышла замуж за полицейского, Джона Филиппоне. Уже в следующем году они развелись, так как он её избивал. Второй раз она вышла замуж за Дэвида Силлса, в 1964 году. Однако брак продлился недолго, и они развелись в 1967 году. Третий раз она вышла замуж за Дениса Ревелла, 25 апреля 1981 года. Своих детей у Морин не было. Но в 1994 году, во время поездки в Уганду, она с мужем удочерила местную девочку, Риту Мирембе. 
В июле 2001 года Президент США, Джордж Буш-младший, подписал закон по которому Рита Мирембе получила постоянное место жительства в США.

## Смерть
Морин Рейган умерла 8 августа 2001 года, от меланомы, которую у неё нашли в 1996 году. Похоронена на католическом кладбище, в мавзолее Голгофы в Сакраменто, Калифорния. Последние годы она подвергалась неоднократной госпитализации. За три месяца до смерти меланома распространилась на мозг.